# Najman (obwód uljanowski)
Najman (ros. Найман) – wieś (sieło) w Rosji, w obwodzie uljanowskim, w rejonie pawłowskim. W 2010 liczyła 240 mieszkańców.